# Bardelys the Magnificent
Bardelys the Magnificient és una pel·lícula muda d'aventures dirigida per King Vidor i protagonitzada per John Gilbert i Eleanor Boardman. La pel·lícula es va estrenar el 7 de novembre de 1926.

## Argument
Durant el regnat de Lluis XIII de França el comte Châtellerault és enviat a aconseguir la mà de Roxalanne de Lavedan per tal d'assegurar que la fortuna de la noia quedarà a favor del regne. Châtellerault fracassa, tot i assegurar que el matrimoni permetria que la seva família, que està enfrontada amb la cort, gaudís de gran favor. Davant de les burles del marquès de Bardelys, gran seductor i favorit del rei, el comte i el marquès es juguen el patrimoni complert a que el segon no serà capaç en tres mesos de casar-se amb Roxalanne. Tot i que Bardelys no desitja casar-se accepta la juguesca però el rei en saber-ho prohibeix Bardelys que es casi amb algú d'una família rebel.
Bardelys ignora l'ordre del rei, ja que considera que el seu honor està en joc i de camí cap a les terres de Lavedan topa amb un home malferit que es diu Lesperon. Aquest li demana que s'acomiadi de la seva estimada però mor abans de dir-li el seu nom. Bardelys agafa els seus papers i, quan és aturat per una partida dels soldats reials, assumeix la identitat de Lesperon per ocultar la seva. Malauradament, els soldats el volen detenir ja que és un traïdor en cerca i captura. Bardelys s'escapa després de lluitar contra ells però resulta ferit i es refugia a la residència dels Lavedan.
Mentrestant, Roxalanne i la seva família descobreixen amb ràbia que han estat objecte d'una aposta entre Bardelys i Châtellerault, per lo que, per prudència, ell la seva falsa identitat. Més tard Bardelys i Roxalanne es declaren el seu amor mutu però ella descobreix que Lesperon estava compromès i, furiosa davant el que creu que és un engany, denuncia el suposat Lesperon als soldats. Bardelys, sota la falsa identitat, és jutjat per traïció. Châtellerault, que és el jutge, es nega a reconèixer Bardelys i el condemna a mort.
Roxalanne, encara està enamorada de Bardelys i sentint remordiments d'haver de causar la seva mort, promet casar-se amb Châtellerault si ell revoca la sentència. Ell però trenca la seva paraula. Bardelys, és enviat a la forca, però aconsegueix retardar la seva execució fins que arriba el rei i el salva i ordena detenir Châtellerault. Bardelys s'avança i el va a veure Châtellerault per dir-li que renuncia a la juguesca i que per tant es pot quedar amb el seu patrimoni. No vol que aquest afer interfereixi amb Roxalanne. Els dos homes lluiten i Barldelys guanya. En aquell moment arriben els soldats del rei però Châtellerault es mata per no haver de patir el deshonor de ser jutjat. El rei lloa l'habilitat de Bardelys amb les dones davant de Roxalanne que se sent molesta però canvia de parer quan el rei explica que és la primera vegada que Bardelys ha intentat casar-se.

## Repartiment
- John Gilbert (marquès Bardelys)
- Eleanor Boardman (Roxalanne de Lavedan)
- Roy D'Arcy (Comte Châtellerault)
- Lionel Belmore (vescomte de Lavedan)
- Emily Fitzroy (vescomtessa de Lavedan)
- George K. Arthur (Sainte-Eustache)
- Arthur Lubin (Lluis XIII de França)
- Theodore von Eltz (Lesperon)
- Karl Dane (Rodenard)
- Edward Connelly as Cardinal Richelieu
- Fred Malatesta (Castelrous)
- John T. Murray (Lafosse)
- Joe Smith Marba (secretari)
- Daniel G. Tomlinson (sergent dels dragons)
- Emile Chautard (Anatol)
- John Wayne (soldat amb llança)
- Lou Costello (extra)

## Al voltant de la pel·lícula
La pel·lícula està basada en la novel·la homònima de Rafael Sabatini (1906). Es tracta de la segona pel·lícula en la qual intervé John Wayne, que hi té un paper menor. Va costar uns 460.000 dòlars i va obtenir uns beneficis de 135.000 dòlars. Boardman i Vidor es van casar poc després de la filmació. La pel·lícula es va considerar perduda durant molt de temps fins que el 2006 va aparèixer una versió quasi completa que es va poder restaurar.(